# Capertee
Capertee is een plaats in de Australische deelstaat New South Wales.